# Chiesa di San Pietro a Seano
La chiesa di San Pietro a Seano si trova nel comune di Carmignano, in provincia di Prato.

## Storia e descrizione
È documentata come pieve dal  998. Il perimetro corrisponde a quello della chiesa primitiva, della quale restano tracce nei blocchi regolari di  arenaria visibili nella parte inferiore della facciata, il cui aspetto attuale risente degli interventi effettuati nel  1928, cui si devono anche le due bifore  e il portale.

### Interno
L'interno, a una navata  coperta da  capriate, ha quattro altari laterali, allestiti nel  1924, con nicchie che ospitano statue di santi, circondate da decorazioni murali con figure angeliche dovute a  Giuseppe Santelli.
Di belle forme  secentesche, con aggiunte del secolo successivo, è l'altar maggiore che accoglie un venerato Crocifisso ligneo policromo quattrocentesco.
In chiesa è anche una tela con l'Assunta con i Santi Pietro, Macario e Rocco di Domenico Frilli Croci, firmata e datata 1617 ed eseguita per la Confraternita del Santissimo Sacramento. L'opera è caratterizzata da un colorismo squillante e festoso accuratamente eseguito, e si distingue anche per il realismo dei volti dei santi. La tela è stata purtroppo tagliata nell'Ottocento per ricavare una nicchia in cui collocare una statua robbiana di San Rocco.